# Lymnas corinna
Lymnas corinna är en fjärilsart som beskrevs av Jose Francisco Zikán 1952. Lymnas corinna ingår i släktet Lymnas och familjen Riodinidae. Inga underarter finns listade i Catalogue of Life.